# Crazy Rhythms
Crazy Rhythms è l'album di debutto del gruppo musicale statunitense The Feelies. Venne pubblicato nell'aprile del 1980 dalla Stiff Records.

## Storia
Tutti i brani sono accreditati alla coppia "Mercer/Million", con l'eccezione della cover dei Beatles Everybody's Got Something to Hide (Except Me and My Monkey).
A proposito dell'album, il membro della band Glenn Mercer disse: «Il sound era una reazione contro la scena punk [...] Essendo un po' più vecchi, sentivamo che era già stato fatto tutto prima. Volevamo che le chitarre suonassero più pulite, e cominciammo a sperimentare con un sacco di percussioni».
La prima uscita del disco in formato CD avvenne in Germania e negli Stati Uniti nel 1986. L'edizione del 1990 pubblicata dalla A&M Records includeva, come bonus track, una cover dei The Rolling Stones, la canzone Paint It, Black. Il brano non risaliva però all'epoca dell'uscita del 33 giri originario, ma si trattava di una registrazione del 1990 (senza la partecipazione di Fier o DeNunzio), non registrata durante le sessioni per l'album Crazy Rhythms. La terza edizione del disco in CD è stata pubblicata dalla Bar/None Records nel settembre 2009 negli Stati Uniti e in Canada. La Domino Records si è poi occupata di distribuire l'album anche in Europa. Nella confezione del CD è presente una card con dei codici personali per il download digitale di 5 bonus tracks: la versione su singolo di Fa Cé-La (1979), il demo di The Boy With The Perpetual Nervousness e di Moscow Nights, e le versioni dal vivo registrate il 14 marzo 2009 di Crazy Rhythms e I Wanna Sleep In Your Arms.

## Accoglienza
| Recensione                    | Giudizio |
| ----------------------------- | -------- |
| AllMusic                      | [ 5 ]    |
| The A.V. Club                 | A        |
| Christgau's Record Guide      | A−       |
| The Guardian                  | [ 8 ]    |
| Mojo                          | [ 9 ]    |
| Pitchfork                     | 9.1/10   |
| PopMatters                    | 9/10     |
| Rolling Stone                 | [ 12 ]   |
| The Rolling Stone Album Guide | [ 13 ]   |
| Spin Alternative Record Guide | 10/10    |

L'album venne acclamato dalla critica e ricevette recensioni entusiastiche, fu votato uno dei migliori album del 1980 nella classifica annuale della rivista Village Voice, battendo altri dischi famosi usciti lo stesso anno, come Scary Monsters (David Bowie), Closer (Joy Division), e Emotional Rescue (Rolling Stones). Inoltre si è classificato alla posizione numero 49 nella classifica dei "100 migliori album degli anni ottanta" della rivista Rolling Stone.
Nel settembre 2009 l'album è stato interamente suonato dal vivo dai membri del gruppo riformatosi recentemente, durante il festival All Tomorrow's Parties.

## Tracce
Tutti i brani opera di Bill Million e Glenn Mercer eccetto dove indicato.

### Lato A
1. The Boy with the Perpetual Nervousness – 5:10
2. Fa Cé-La – 2:04
3. Loveless Love – 5:14
4. Forces at Work – 7:10

### Lato B
1. Original Love – 2:55
2. Everybody's Got Something To Hide (Except Me and My Monkey) (John Lennon, Paul McCartney) – 4:18
3. Moscow Nights – 4:34
4. Raised Eyebrows – 3:00
5. Crazy Rhythms – 6:13

### Bonus track dell'edizione CD 1990
- Paint It, Black (Mick Jagger, Keith Richards) – 2:54 (registrata nel 1990)

### Bonus tracks dell'edizione CD 2009
- Fa Cé-La (versione singolo, originariamente pubblicata nel 1979 dalla Rough Trade)
- The Boy With The Perpetual Nervousness (versione demo di Carla Bley)
- Moscow Nights (versione demo di Carla Bley)
- Crazy Rhythms (live) (registrata al 9:30 Club, Washington, 14 marzo 2009)
- I Wanna Sleep In Your Arms (live) (registrata al 9:30 Club, Washington, 14 marzo 2009)

## Formazione
- Bill Million - chitarra ritmica, voce, percussioni, campane
- Glenn Mercer - chitarra elettrica, voce, tastiere, percussioni
- Keith De Nunzio - basso, percussioni e cori
- Anton Fier - batteria, percussioni